# 功山镇
功山镇是中国云南省昆明市寻甸回族彝族自治县下辖的一个镇。

## 行政区划
功山镇共辖16个行政村，分别是：
功山村、棵松村、八岔哨村、菜地村、三保村、甸头村、以则村、朵马嘎村、横山村、羊毛冲村、纲纪村、杨柳村、白龙村、云龙村、尹武村、哨上村。